# ¿Te acuerdas de Dolly Bell?
¿Te acuerdas de Dolly Bell? (en serbocroata: Sjećaš li se Doli Bel?) es una película yugoslava de 1981 dirigida por Emir Kusturica, que supuso su debut como director. La película muestra los primeros signos de la elegancia estilística que Kusturica desplegaría con eficacia en obras posteriores. La cinta fue la candidata yugoslava a mejor película extranjera en la gala de los Premios Óscar de 1981, pero finalmente no fue aceptada como nominada.

## Argumento
Ambientada a principios de los años 1960 en verano en uno de los barrios de Sarajevo, la trama sigue la suerte de un niño de la escuela apodado Dino (Slavko Štimac). Simultáneamente es cautivado por una vida que parpadea ante sus ojos y oídos entre el cine y un club local (donde, entre otras cosas, ve la Europa di notte de Alessandro Blasetti y escucha "24 Mila Baci" de Adriano Celentano), Dino se adentra en un submundo habitado por matones locales y delincuentes de poca monta. Sin embargo, cuando es recompensado a través de un enlace para proporcionar un escondite a la prostituta "Dolly Bell" (Ljiljana Blagojević), su mundo cambia y se enamora de ella.

## Reparto
- Slavko Štimac - Dino
- Slobodan Aligrudić - Padre
- Ljiljana Blagojević - Dolly Bell
- Mira Banjac - Madre
- Pavle Vujisić - Tío
- Nada Pani - Tía
- Boro Stjepanović - Cvikeraš
- Žika Ristić - Čiča
- Jasmin Celo
- Mirsad Zulić
- Ismet Delahmet
- Jovanka Paripović
- Mahir Imamović
- Zakira Stjepanović
- Tomislav Gelić
- Sanela Spahović
- Fahrudin Ahmetbegović
- Samir Ruznić
- Dragan Suvak
- Aleksandar Zurovac